# Crasville (Manche)
Crasville település Franciaországban, Manche megyében. Lakosainak száma 223 fő (2022. január 1.). Crasville Aumeville-Lestre, Octeville-l’Avenel és Quettehou községekkel határos.

## Népesség
A település népességének változása:
| Lakosok száma | 211  | 176  | 216  | 243  | 262  | 266  | 242  | 228  | 226  | 223  |
|               | 1968 | 1982 | 1990 | 2006 | 2013 | 2015 | 2017 | 2019 | 2020 | 2022 |